# FIFA Puskás Award 2010
Il FIFA Puskás Award 2010, seconda edizione del premio per il gol ritenuto più bello dell'anno, è stato vinto dal turco Hamit Altıntop per la rete segnata con la maglia della Nazionale turca contro il Kazakistan il 3 settembre 2010.

## Classifica
| Pos. | Giocatore                | Squadra       | Avversario     | Risultato | Competizione                                                         | Percentuale |
| ---- | ------------------------ | ------------- | -------------- | --------- | -------------------------------------------------------------------- | ----------- |
| 1    | Hamit Altıntop           | Turchia       | Kazakistan     | 2–0       | Qualificazioni al campionato europeo di calcio 2012 - Gruppo A       | 40,55%      |
| 2    | Linus Hallenius          | Hammarby      | Syrianska      | 2–0       | Superettan 2010                                                      | 13,23%      |
| 3    | Giovanni van Bronckhorst | Paesi Bassi   | Uruguay        | 1–0       | Semifinali del campionato mondiale di calcio 2010                    | 10,61%      |
| 4    | Matthew Burrows          | Glentoran     | Portadown      | 1–0       | IFA Premiership 2010-2011                                            | 7,87%       |
| 5    | Neymar                   | Santos        | Santo André    | 2–1       | Campionato Paulista 2010                                             | 6,89%       |
| 6    | Lionel Messi             | Barcellona    | Valencia       | 3–0       | Primera División 2010-2011                                           | 6,23%       |
| 7    | Samir Nasri              | Arsenal       | Porto          | 5–0       | Ottavi di finale della UEFA Champions League 2009-2010               | 4,55%       |
| 8    | Kumi Yokoyama            | Giappone      | Corea del Nord | 1–2       | Semifinali del campionato mondiale femminile Under 17 di calcio 2010 | 4,34%       |
| 9    | Siphiwe Tshabalala       | Sudafrica     | Messico        | 1–0       | Fase a gironi del campionato mondiale di calcio 2010                 | 3,52%       |
| 10   | Arjen Robben             | Bayern Monaco | Schalke 04     | 0–1       | Semifinali della DFB-Pokal 2009-2010                                 | 2,17%       |